# 833年
| 千纪： | 1千纪                                                                                           |
| 世纪： | 8世纪 \| 9世纪 \| 10世纪                                                                        |
| 年代： | 800年代 \| 810年代 \| 820年代 \| 830年代 \| 840年代 \| 850年代 \| 860年代                       |
| 年份： | 828年 \| 829年 \| 830年 \| 831年 \| 832年 \| 833年 \| 834年 \| 835年 \| 836年 \| 837年 \| 838年 |
| 纪年： | 癸丑年（牛年）；唐大和七年；南诏保和十年；吐蕃彝泰十九年；日本天長十年；渤海国咸和三年          |

## 大事记
- 日本
  - 2月28日：淳和天皇退位，仁明天皇即位。

- 中國
  - 北京法源寺的五層木塔，因雷擊起火。
  - 李德裕升任宰相，將楊虞卿、張仲方、張元夫、蕭浣等牛黨人物降職，出為地方官。不久，李宗閔出為山南西節度使。

## 逝世
- 宋申錫，唐朝官员，在唐文宗年间短暂担任宰相。他意图帮助文宗清除当权宦官，反被诬指企图推翻文宗改立其皇弟（漳王李凑）而遭贬死。